# 会庆寺 (胡志明市)
会庆寺，是一座建于1741年，历史悠久的佛教寺庙，位于越南南部胡志明市。